# Гідробієві
Гідробієві (лат. Hydrobiidae) — велика родина равликів ряду Littorinimorpha. Включає понад 100 родів з близько 1300 видами. Родина є космополітичною, види поширені у прісній і солонуватій воді.

## Опис
Hydrobiidae — родина дуже маленьких равликів, зі стандартною довжиною мушлі менше 8 мм.. Мушля закручується вправо, здебільшого гладка і без прикрас. Число обертів в черепашці — 2-8.

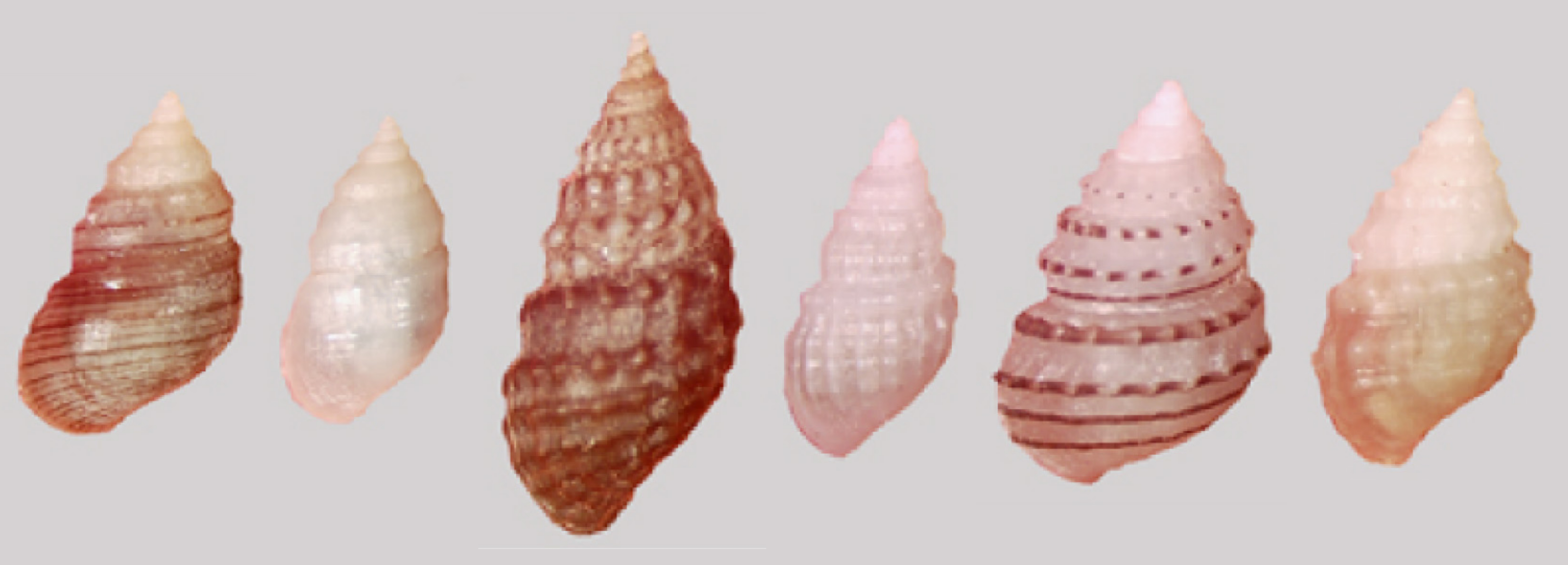
Мушлі Mexipyrgus churinceanus

Голова, нога, мантія і вісцеральні мішки є від світло-сірого до темно-фіолетового кольору (через наявність меланіну). Видам, які мешкають у підземних водах (троглобіонтам), часто не вистачає цього пігменту.
Голова має симетричні «роги», ниткоподібної форми, з закругленими кінчиками. Очі лежать в основі цих «рогів». Радула має більш ніж 50 рядків «зубів». Центральний «зуб» у формі трапеції. Нога може втягуватись у свою мушлю.
У багатьох видів може мати місце партеногенез. Самиці відкладають яйця в загальній капсулі під корою дерев і листям водних рослин, або народжують живих дитинчат.

## Систематика родини
Родина Hydrobiidae містить багато видів, з невеликою кількістю таксономічних характеристик через невеликі тіла і спрощену анатомію.
Буше зі співавторами (2005) розділили родину Hydrobiidae на вісім підродини:
- Belgrandiinae
- Clenchiellinae
- Hydrobiinae
- Islamiinae
- Nymphophilinae
- Pseudamnicolinae
- Pyrgulinae
- Tateinae